# 431 Nephele
431 Nephele là một tiểu hành tinh lớn ở vành đai chính. Nó thuộc nhóm tiểu hành tinh Themis, được xếp loại tiểu hành tinh kiểu C, và có lẽ có thành phần cấu tạo bằng vật liệu cacbonat.
Tiểu hành tinh này do Auguste Charlois phát hiện ngày 18.12.1897 ở Nice và được đặt theo tên nữ thần Nephele trong thần thoại Hy Lạp.